# Bethune (Colorado)
Bethune é uma cidade  localizada no estado americano de Colorado, no Condado de Kit Carson.

## Demografia
Segundo o censo americano de 2000, a sua população era de 225 habitantes. Em 2006, foi estimada uma população de 215 habitantes, um decréscimo de 10 habitantes (-4.4%).

## Geografia
De acordo com o United States Census Bureau tem uma área de 0,4 quilômetros quadrados, dos quais 0,4 quilômetros quadrados cobertos por terra e 0,0 quilômetros quadrados cobertos por água.

## Localidades na vizinhança
O diagrama seguinte representa as localidades num raio de quarenta quilômetros ao redor de Bethune. 